# Морган Девіс
Морган Дейвіс (англ. Morgan Davies, нар. 27 листопада 2001) — австралійський теле- та кіноактор. Здобув широку акторську популярність у 2010 році. Публічно заявив про себе як про трансгендера у 2014 році.

## Раннє та особисте життя
Девіс народився 27 листопада 2001 року і виріс в передмісті Сіднея Розеллі з матір'ю-одиначкою. Він вперше заявив про себе як трансчоловіка перед своєю матір'ю та близькими друзями у 13-річному віці і оголосив публічно у 2020 році. Девіс став захисником прав трансгендерів і публічно розповідав про свої битви з депресією в підлітковому віці та страх сцени.

## Кар'єра
У кіно Девіс дебютував як дитина-актор в австралійському фільмі «Дерево».
Він зіграв Медлін у Storm Boy разом із Джеффрі Рашем та Джаєм Кортні.
Також Морган Девіс знявся в телесеріалі The End 2020 року як транс-підліток у процесі зміни статі.
Девіс зіграв одного з головних героїв, хлопчика-підлітка Денні, у фільмі Повстання зловісних мерців, частині франшизи Evil Dead 2023 року.

## Фільмографія

### Фільми
| Рік  | Назва                    | Роль            | Прим.                   |
| ---- | ------------------------ | --------------- | ----------------------- |
| 2008 | Зелена вогняна заздрість | Бретань         |                         |
| 2010 | Дерево                   | Симона          | [ 2 ]                   |
| 2011 | Мисливець                | Сасс Армстронг  |                         |
| 2011 | Юліан                    | Кассандра       | Короткий фільм          |
| 2013 | Зростати                 | Кері            | Короткий фільм          |
| 2014 | Харизма                  | Харизма         | Короткий фільм          |
| 2014 | Дихання                  | Саманта         | Короткий фільм          |
| 2015 | Гра «Бойфренд».          | Томіка          | Короткий фільм          |
| 2015 | Хенч                     | Scatter Shot    | Короткий фільм          |
| 2019 | Прелюдія Калліопи        |                 | Короткий фільм          |
| 2019 | Storm Boy                | Медлін          | [ 2 ]                   |
| 2021 | БУСІ                     | Хізер/Стейсі    | Короткий фільм          |
| 2021 | Красиві вони             | Синій           | Короткометражний фільм, |
| 2022 | Блейз                    | Молодий чоловік | [ 2 ]                   |
| 2023 | Evil Dead Rise           | Денні           | [ 4 ]                   |

### Телесеріали
| Рік      | Назва                  | Роль                           | Прим.        |
| -------- | ---------------------- | ------------------------------ | ------------ |
| 2011     | Terra Nova             | Лія Маркос                     | 2 серії      |
| 2014 рік | Диявольський майданчик | Брайді Аллен                   | 6 серій      |
| 2017     | Дівчина за викликом    | Кайла                          | 7 епізодів   |
| 2020     | Кінець                 | Оберон Бреннан/Тітанія Бреннан | 10 серій     |
| 2023     | One Piece              | Кобі                           | Головна роль |

### Як режисер
| Рік  | Назва          | Примітки                                 |
| ---- | -------------- | ---------------------------------------- |
| 2015 | Гра «Бойфренд» | Другий помічник режисера; короткий фільм |

## Нагороди та визнання
Calgary Herald високо оцінила його зворушливу гру в «Дереві», тоді як Джулі Бертучеллі, режисер «Дерева», похвалила його роботу, назвавши її приголомшливою.
| Рік  | Робота    | Нагорода                                                              | Результат | Прим. |
| ---- | --------- | --------------------------------------------------------------------- | --------- | ----- |
| 2010 | Дерево    | Премія молодого актора AFI                                            | Номінація |       |
| 2010 | Дерево    | Премія AFI за найкращу жіночу роль у головній ролі                    | Номінація |       |
| 2011 | Дерево    | Премія Кінокритиків Австралії — найкращий актор другого плану — жінка | Номінація | [ 7 ] |
| 2011 | Мисливець | Премія AACTA за найкращу жіночу роль другого плану                    | Номінація |       |
| 2012 | Мисливець | Премія Кінокритиків Австралії — найкраща гра молодого актора          | Номінація |       |